# Álex Herrera (beisbolista)
Alexander José Herrera (Maracaibo; estado Zulia, 5 de noviembre de 1976 - Maracaibo; estado Zulia,  16 de febrero de 2023) fue un lanzador relevista venezolano que jugó de 2002 a 2003 para los Cleveland Indians en las Grandes Ligas de Béisbol y, principalmente, con los Caribes de Anzoátegui en la Liga Venezolana de Béisbol Profesional.

## Carrera

### MLB
Herrera fue contratado por Cleveland como agente libre en 1997 y lanzó en el sistema de Ligas Menores de los Indios desde el 2000 hasta la mitad de temporada de 2002, alcanzando el nivel Triple-A con los Buffalo Bisons antes de subir a Grandes Ligas como relevista zurdo. Permitió 7 carreras, 10 hits y 8 bases por bolas, ponchó a 11 bateadores con una efectividad de 9.00 en 12 entradas y un tercio.
Luego de su estadía de cuatro años en Cleveland, Herrera lanzó de 2004 a 2006 para los Colorado Springs Sky Sox, Richmond Braves y Toledo Mud Hens, equipos afiliados a Triple-A de Colorado, Atlanta y Detroit, respectivamente. Su temporada más productiva fue en 2001, cuando registró un récord combinado de 7-0 con cinco salvamentos y una efectividad de 1.32 para A+ Kinston Indians y Double-A Akron Eros.
En una carrera de 15 años en Estados Unidos, Herrera compiló un récord de 22–18 con una efectividad de 3.86 y 13 salvamentos en 216 apariciones de lanzamiento, incluidos 407 ponches y 237 bases por bolas.

### Liga venezolana
En Venezuela, Herrera tuvo una larga carrera que inició en la temporada 1998-1999 cuando debutó con los Caribes, con tan solo 19 años de edad, y concluyó en la campaña 2014-2015 con los Cardenales de Lara. Durante su trayectoria en el circuito tuvo varios reconocimientos fue Relevista del Año en la temporada 2001-2002, Regreso del Año en la 2005-2006, y Pitcher del Año en la campaña 2007-2008. En la temporada 2010-11, con los orientales, logró su único título de campeón al vencer en la serie final a los TIgres de Aragua.
En sus 17 campeonatos en Venezuela dejó cifras de 32 victorias, 38 derrotas y 28 salvados con una efectividad de 4.34 en 304 juegos en los que tuvo participación como lanzador en temporada regular. Ponchó a 476 bateadores y otorgó 252 boletos.

### Otras ligas
Herrera también tuvo participación en otras ligas profesionales. En la Liga Can-Am jugó con los North Shore Spirit en 2005. Fue parte de los Chinatrust Whales, de la Liga China de Béisbol, en 2006. En 2007 formó parte del Bologna, en la Liga Italiana. En la Liga mexicana participó con los equipos Olmecas de Tabasco y Toros de Tijuana, en 2008, y con Vaqueros de Monclova en 2011.

### Fallecimiento
Álex Herrera falleció en Maracaibo el 16 de febrero de 2023 víctima de una enfermedad cardíaca. Tenía 46 años. De acuerdo a distintos reportes, el expelotero padecía del corazón, en donde sufría de un aneurisma aórtico y una disección aórtica, situación que hacía necesario que se sometiera a una operación a corazón abierto, la cual no se le practicó.